# Ресса
Ресса (Реса) — река в Калужской области России, правый приток реки Угры, впадающей в Оку.
Берёт начало на Барятинско-Сухиничской равнине у деревни Шибаевка. Длина — 119 км; направление с юга на север; не судоходна. Ширина от 10—70 м, средняя глубина 2 м. На ней, вследствие крутого падения, бывали значительные паводки.

## Притоки (км от устья)
- 36 км: река Пополта (лв)
- 52 км: река Туросна (Турусна) (пр)
- 68 км: река Можайка (лв)
- 76 км: река Берновка (лв)
- 92 км: река Ужаток (пр)
- 101 км: река Усса (Суходолка) (лв)

## Данные водного реестра
По данным государственного водного реестра России относится к Окскому бассейновому округу, водохозяйственный участок реки — Угра от истока и до устья, речной подбассейн реки — Бассейны притоков Оки до впадения Мокши. Речной бассейн реки — Ока.
Код объекта в государственном водном реестре — 09010100412110000021153.